# Đặng Hùng Việt
Đặng Hùng Việt (1975-2005) là một vận động viên cờ tướng Việt Nam. Anh từng vô địch cờ tướng Việt Nam năm 2003 khi mới 28 tuổi. Đây là sự kiên gây chấn động làng cờ tướng Việt Nam vì Đặng Hùng Việt thuộc đoàn Hà Nội, trước đó chức vô địch quốc gia chưa bao giờ thuộc về Hà Nội và mới chỉ một lần lọt ra khỏi đoàn cờ Thành phố Hồ Chí Minh.
Khi tham gia giải vô địch cờ tướng thế giới cùng năm tại Hồng Kông, Đặng Hùng Việt xếp thứ 7, góp phần đưa đoàn Việt Nam xếp thứ tư chung cuộc.